# Фёдоров, Павел Павлович
Па́вел Па́влович Фёдоров (род. 10 декабря 1996, Кохма, Ивановская область, Россия) — российский боксёр-профессионал, выступающий в лёгкой и в первой полусредней весовых категориях. Член национальной сборной России, мастер спорта России международного класса, бронзовый призёр чемпионата России (2019) в любителях.

## Любительская карьера
В ноябре 2019 года вышел в полуфинал чемпионата России, где уступил в бою Габилу Мамедову и завоевал бронзовую медаль в категории до 63 кг.

## Профессиональная карьера
3 июля 2020 года состоялся его профессиональный дебют, когда он победил опытного соотечественника Рустема Фатхуллина (8-5, 3 КО).

## Статистика профессиональных боёв
В таблице перечислены результаты всех поединков боксёров.
В каждой строке указан результат поединка. Дополнительно номер поединка обозначен цветом, который обозначает итог поединка. Расшифровка обозначений и цветов представлена в нижеследующей таблице.
| Пример | Расшифровка                     |
| ------ | ------------------------------- |
|        | Победа                          |
|        | Ничья                           |
|        | Поражение                       |
|        | Планируемый поединок            |
|        | Поединок признан несостоявшимся |
| КО     | Нокаут                          |
| ТКО    | Технический нокаут              |
| PTS    | Решение судей (по очкам)        |
| UD     | Единогласное решение судей      |
| MD     | Решение большинства судей       |
| SD     | Раздельное решение судей        |
| RTD    | Отказ от продолжения боя        |
| DQ     | Дисквалификация                 |
| NC     | Поединок признан несостоявшимся |

| 2 поединка, 2 победы (0 нокаутом). | 2 поединка, 2 победы (0 нокаутом). | 2 поединка, 2 победы (0 нокаутом). | 2 поединка, 2 победы (0 нокаутом). | 2 поединка, 2 победы (0 нокаутом).   | 2 поединка, 2 победы (0 нокаутом). | 2 поединка, 2 победы (0 нокаутом).                         | 2 поединка, 2 победы (0 нокаутом). |
| Бой                                | Рекорд                             | Дата боя                           | Соперник                           | Место проведения боя                 | Раундов, время                     | Дополнительно                                              |                                    |
| ---------------------------------- | ---------------------------------- | ---------------------------------- | ---------------------------------- | ------------------------------------ | ---------------------------------- | ---------------------------------------------------------- | ---------------------------------- |
| 2                                  | 2-0                                | 29 января 2021                     | Андрей Боришполец (3-0)            | УСК «Крылья Советов», Москва, Россия | UD 6 (6)                           | Счёт судей: 58-56, 60-54 (дважды).                         |                                    |
| 1                                  | 1-0                                | 3 июля 2020                        | Рустем Фатхуллин (8-5)             | УСК «Крылья Советов», Москва, Россия | UD 6 (6)                           | Счёт судей: 60-55, 60-54 (дважды). Профессиональный дебют. |                                    |

## Спортивные результаты

### В любителях
- Чемпионат России по боксу 2019 — ;